# Граф Нормантон

Герб графів Нормантон.

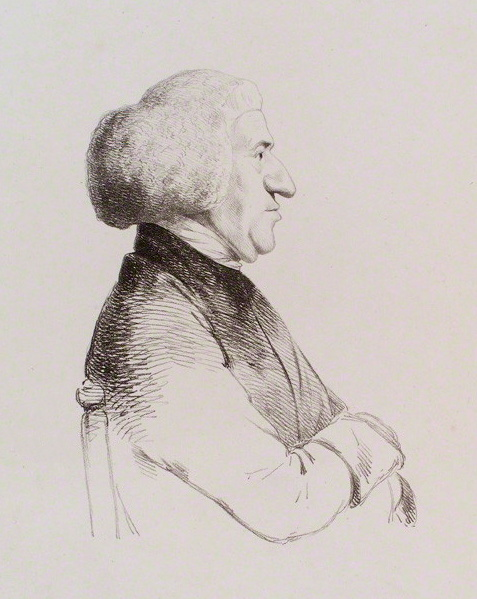
Чарльз Агар – І граф Нормантон.

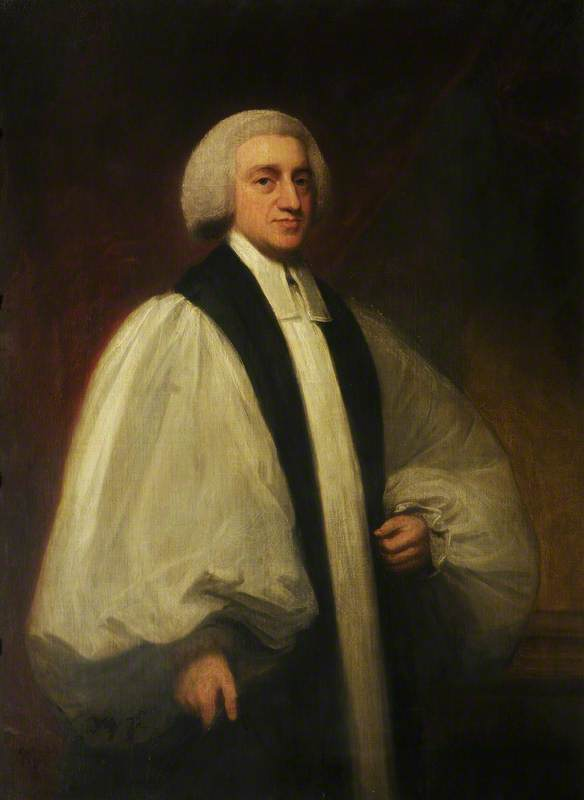
Чарльз Агар – І граф Нормантон. Портрет пензля худ. Джорджа Ромні.

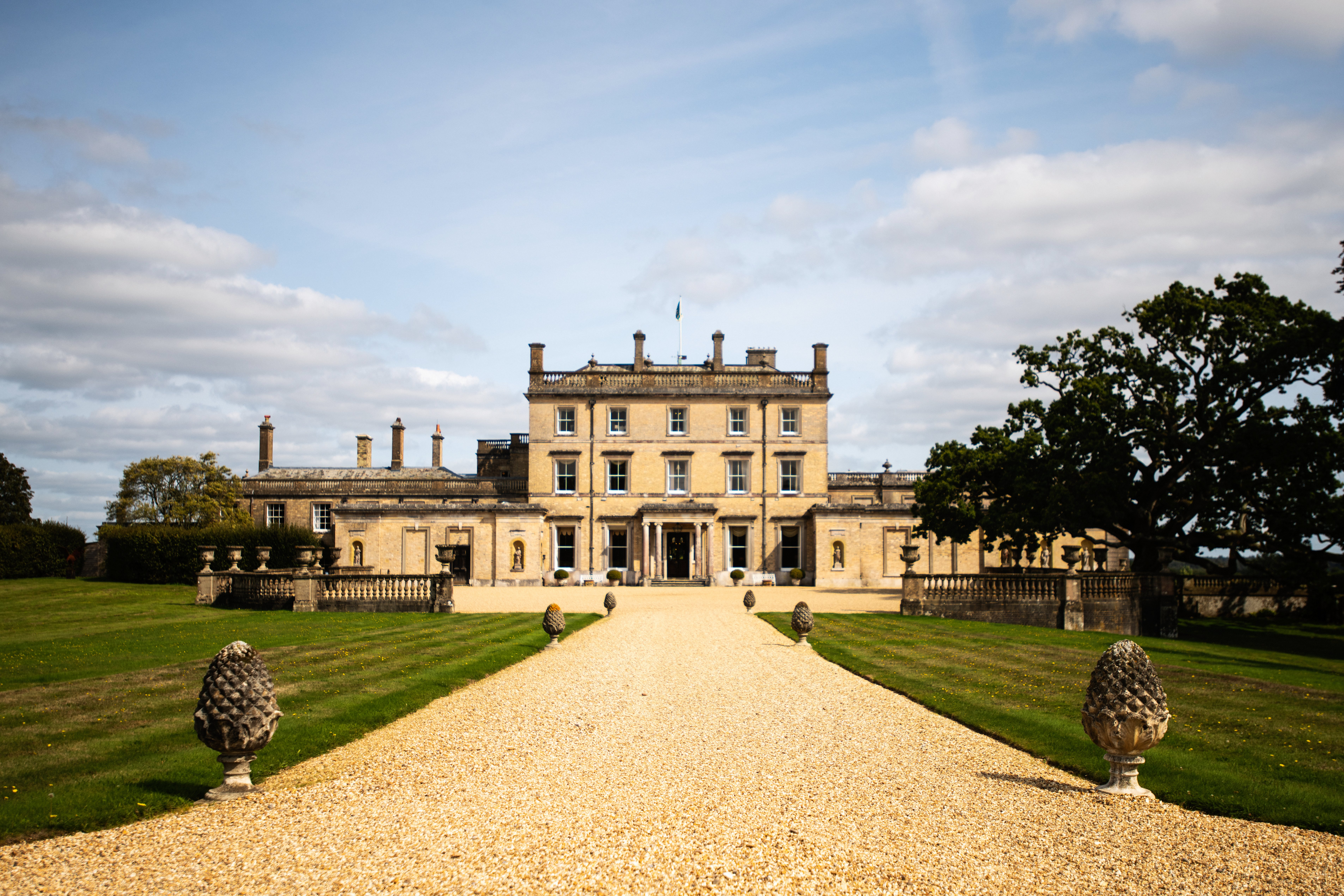
Замок Сомерлі-Хаус.

Граф Нормантон (англ. - Earl of Normanton) – аристократичний титул в перстві Ірландії. 

## Гасло графів Нормантон
Via trita via tuta – «Проторений шлях – безбечний шлях» (лат.)

## Історія графів Нормантон
Титул граф Нормантон був створений в перстві Ірландії в 1806 році для Чарльза Агара – І віконта Сомертона, архієпископа Дубліна. На той час він уже отримав титули барона Сомертон із Сомертона, що в графстві Кілкенні в 1795 році, віконта Сомертон із Сомертона, що в графстві Кілкенні в 1800 році. Обидва титули були створені в перстві Ірландії. Лорд Нормантон був депутатом Палати лордів парламенту Об’єднаного королівства Великої Британії та Ірландії як один із 28 представників Ірландії в Палаті лордів. Чарльз Агар був третім сином Генрі Агара з Говрана, що в графстві Кілкенні та його дружини Енн Елліс - доньки Високопреосвященнішого Велбора Елліса – єпископа графства Міт, Ірландія. Чарльз Агар  одружився з Джейн Бенсон і мав з нею чотирьох дітей. Він отримав освіту у Вестмінстерській школі та в коледжі Крайст-Черч, Оксфорд. Чарльз Агар служив деканом Кілмора (1765 – 1768) та єпископом Клойна (1768 – 1779). У 1779 році його прийняли до Таємної Ради Ірландії та призначили архієпископом Кашела. Потім він отримав посаду архієпископа Дубліна, яку обіймав з 1801 по 1809 рік. Відомо, що Чарльз Агар дотримувався особливо помітних кальвіністських позицій. Лорд Нормантон – Чарльз Агар помер у липні 1809 року у віці 72 років. Титули успадкував його син Велбор Елліс Агар. Чарльз Агар похований у північному трансепті Вестмінстерського абатства. Його вдова Джейн - графиня Нормантон була похована поруч з ним після її смерті в 1826 році. Пам’ятник над могилою був побудований у 1815 році  Джоном Беконом.
Онук І графа Нормантон – Джеймс Чарльз Герберт Велбор Елліс Агар успадкував титул і став ІІІ графом Нормантон. Він був депутатом парламенту, представляв Вілтон в 1841 – 1852 роках. У 1873 році він отримав титул барона Сомертон з Сомерлі, що в графстві Саутгемптон у перстві Об’єднаного Королівства. Цей титул дав право йому та його нащадкам автоматично місце в Палаті лордів. Він належав до партії консерваторів (торі). Освіту отримав в Трініті-коледжі, Кембридж. У Кембриджі він був президентом університетського клубу Пітта. Він був обраний депутатом Палати громад парламенту від Вілтона на проміжних виборах у 1841 році, а потім був переобраний у 1847 році. На загальних виборах у 1852 році він вибув із Палати громад парламенту. У 1856 році він одружився з Керолайн Сьюзен Августою Баррінгтон і мав велику сім’ю, багато дітей, в тому числі: 
- Керолайн Елізабет (21 березня 1857 - 9 травня 1894) - вийшла заміж за Едварда Вільєрса – V  графа Кларендона. У них був син і донька.
- Лейтенант Чарльз Джордж Велбор Елліс Агар, віконт Сомертон (27 квітня 1858 — 17 січня 1894) – помер неодруженим.
- Леді Мері Беатріс (10 серпня 1859 - 20 грудня 1943) - померла неодруженою.
- Леді Маргарет Елізабет Діана (10 грудня 1863 - 29 березня 1941) – вийшла заміж за Джона Кемпбелла – сина Джона Олександра Гевіна Кемпбелла – VI графа Брідалбейна. У них був один син Ієн.
- Сідні Джеймс Агар – IV граф Нормантон (9 квітня 1865 - 25 листопада 1933) - одружився з леді Емі Фредерікою Еліс Бінг – донькою Генрі Бінга – IV графа Страффорда та графині Генрієтти Даннескйолд-Самсе (донька Крістіана Конрада Софуса Даннескіолда-Самсе (1800 -1886)). У них був один син і сім дочок.
- Леді Мері Аделаїда (18 серпня 1869 - 7 червня 1921) – вийшла заміж за Генрі Сент-Джорджа Фолі - сина генерала сера Сент-Джорджа Фолі. У них був один син Джеральд і одна дочка Мілдред.
- Генріх Август Бернард (21 листопада 1870 - 25 квітня 1885) – помер неодруженим.
- Френсіс Вільям Артур (19 жовтня 1873 - 18 серпня 1936) – одружився з Лаурою Естлі Кеннард – донькою Генрі Стейнмеца Кеннарда. У них був один син і одна дочка.

VI графом Нормантон був Шон Джеймс Крістіан Велбор Елліс Агар (21 серпня 1945 — 13 лютого 2019) – ірландський та британський аристократ, військовий діяч, землевласник і гонщик на моторних човнах. Від народження до 1967 року він носив титул ввічливості віконт Сомертон. Як барон Сомертон із Сомерлі, а пізніше як барон Мендіп, він був депутатом  Палати лордів парламенту Великої Британії із 1967 року до реформи Палати лордів у 1999 році. Він був сином Едварда Джона Сідні Крістіана Велбора Елліса Агара – V графа Нормантон та його дружини леді Фіони Пратт – доньки Джона Пратта – IV маркіза Камден, що раніше була одружена з сером Джоном Джерардом Генрі Флітвудом Фуллером – ІІ баронетом Фуллер. Шон Агар мав двох зведених братів: Джона Фуллера (1936 – 1998) та Ентоні Фуллера (нар. 1940). Шон Агар здобув освіту в коледжах Ітон та Ейглон у Швейцарії, продовжив освіту в офіцерській кадетській школі Монс. Від свого батька він успадкував будинок Сомерлі в Гемпширі та маєток площею близько 7000 акрів, але його батько помер у віці 58 років, не сплативши податку на спадщину, і 88 відсотків вартості маєтку становив борг за це. Лорд Нормантон комерціалізував парк, перетворивши його на гольф-клуб, відкрив будинок для публіки та організував багато заходів для збору грошей, включаючи фестивалі, концерти та стрільбу в глиняних голубів. Одним із таких було шоу Елінгема. Він також став професійним гонщиком на моторних човнах. 29 квітня 1970 року лорд Нормантон вперше одружився з Вікторією Сьюзен Берд - дочкою Джона Х. С. Берда з Мельбурна, Австралія. Вони розлучилися в 2000 році, а в 2010 році він одружився вдруге з Розалінд Берніс Нотт. Від першої дружини Нормантон мав двох дочок і сина: 
- Леді Порція Керолайн Агар (нар. 1976)
- Леді Маріса Шарлотта Агар (нар. 1979)
- Джеймс Шон Крістіан Велбор Елліс Агар - віконт Сомертон, пізніше VII граф Нормантон (народився 1982 р.).

На сьогодні титулом володіє праправнук ІІІ графа Нормантон – Джейис Шон Крістіан Велбор Елліс Агар, що успадкував титул від свого батька і став VII графом Нормантон.  
І граф Нормантон був молодшим братом Джеймса Агара – І віконта Кліфден і племінником відомого політика Велбора Елліса. Велбор Елліс був нагороджений титулом барон Мендіп з Мендіпа, що в графстві Сомерсет в 1794 році з правом успадкувати титул його племінникам та братам. Після смерті лорда Мендіпа в 1802 році титул барона Мендіп успадкував його внучатий племінник – ІІ віконта Кліфден. Титул віконта Кліфден зник в 1974 році. Але титул барона Мендіп зберігся, титул успадкував VI граф Нормантон, що став ІХ бароном Мендіп.
Родинним гніздом графів Нормантон є замок Сомерлі-Хаус, що поблизу Рінгвуда, графство Гемпшир. 

## Графи Нормантон (1806)
- Чарльз Агар (1736 – 1809) – I граф Нормантон
- Велбор Елліс Агар (1778 – 1868) – II граф Нормантон
- Джеймс Чарльз Герберт Велбор Елліс Агар (1818 – 1896) – III граф Нормантон
- Сідні Джеймс Агар (1865 – 1933) – IV граф Нормантон
- Едвард Джон Сідні Крістіан Велбор Елліс Агар (1910 – 1967) – V граф Нормантон
- Шон Джеймс Крістіан Велбор Елліс Агар (1945 – 2019) – VI граф Нормантон
- Джеймс Шон Крістіан Велбор Елліс Агар (нар. 1982) – VII граф Нормантон – одружився з  леді Люсі Александр і став зятем графа Олександра Туніського.

Спадкоємцем титулу є старший син нинішнього власника титулу Артур Олександр Крістіан Велбор Елліс Агар – віконт Сомертон (нар. 2016).